# Maleny National Park
Maleny National Park är en park i Australien. Den ligger i delstaten Queensland, omkring 94 kilometer norr om delstatshuvudstaden Brisbane.
Runt Maleny National Park är det glesbefolkat, med 14 invånare per kvadratkilometer.. Närmaste större samhälle är Witta, nära Maleny National Park.
I omgivningarna runt Maleny National Park växer huvudsakligen savannskog. Genomsnittlig årsnederbörd är 1 446 millimeter. Den regnigaste månaden är januari, med i genomsnitt 281 mm nederbörd, och den torraste är september, med 33 mm nederbörd.